# Frère Pedro de Zaldivia et le Bandit Maragato
Frère Pedro de Zaldivia et le Bandit Maragato (en espagnol : Fraile Pedro de Zaldivia y el bandido Maragato) est une série de six peintures réalisée par Francisco de Goya entre 1806 et 1807 qui fut peinte à la suite de la capture de ce bandit la même année et à l’émotion qu’elle avait suscitée.

## Contexte
Pedro Piñero, dit « el Maragato » était un bandit de grand chemin, condamné à mort mais dont la peine avait été muée en travaux forcés pour le compte des arsenaux de Cartagène en 1804. Après s’être échappé il atteignit Tolède, et commit sur son chemin plusieurs vols à main armée. Il tenta alors de prendre le frère Pedro de Zaldivia en otage, mais ce dernier put retourner la situation et capturer le bandit le 10 juin 1806 dans les environs d’Oropesa.
La bravoure du religieux inspira de nombreux textes populaires auxquels Goya participe avec ces six peintures sur bois qui se lisent à la façon d’un roman-photo. Goya se basa sur un récit publié à Madrid un mois après la capture de l’homme.

## Analyse
Goya quitte définitivement le style rococo et néoclassique de ses majos et de ses œuvres picaresques et opte pour le réalisme et la culture populaire avec deux personnages représentatifs : un bandit et un moine.
Ce retour au réalisme est présent dans ces toiles deux ans avant la guerre napoléonienne, où le peintre transcrivit de façon quasi journalistique les scènes dont il était témoin. De même, la violence réaliste des scènes de cette série précède le cycle des désastres de la guerre. Ces approches – réalisme, violence et culture populaire - ne sont donc pas consécutives à la guerre d’Indépendance, le peintre ayant déjà commencé cette évolution en 1806, dans la lignée des peintures sauvages des années 1790.
D’autre part, le caractère de la peinture est très spontané, plus proche de l’étude que de l’œuvre achevée, accentuant à la fois le dynamisme des scènes et le caractère populaire de l’œuvre.

## Description

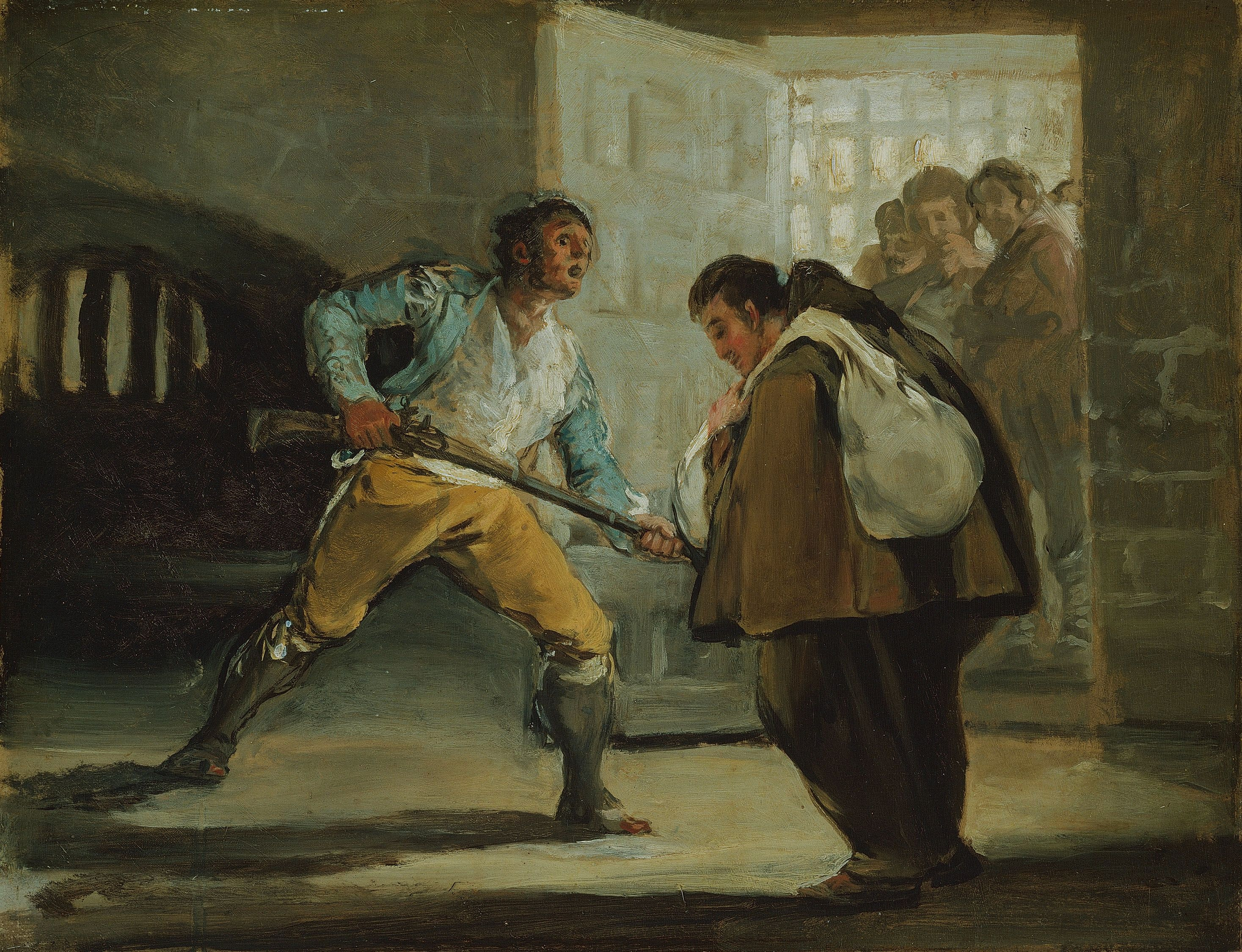
Le bandit menace le frère
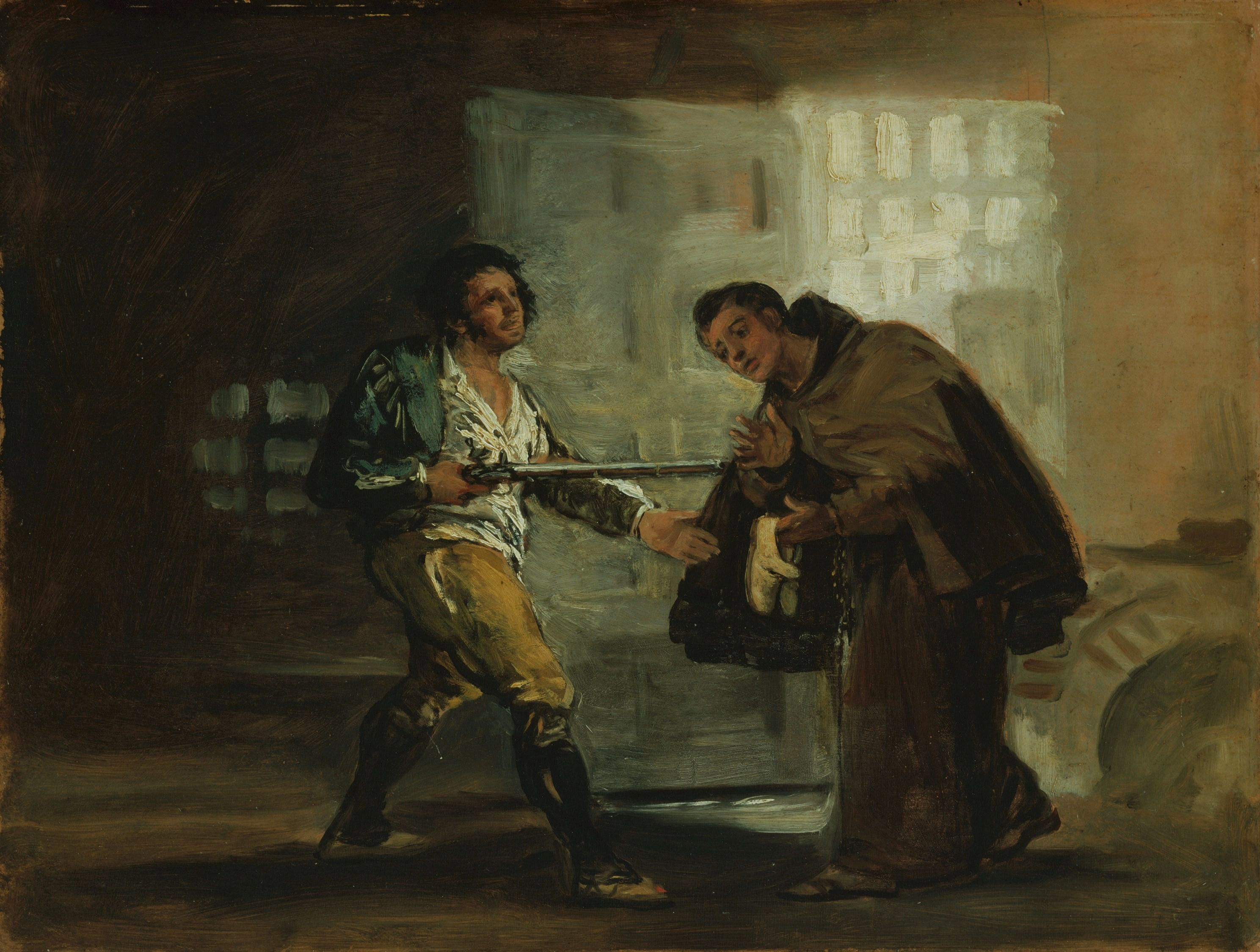
le frère se saisit de l’arme
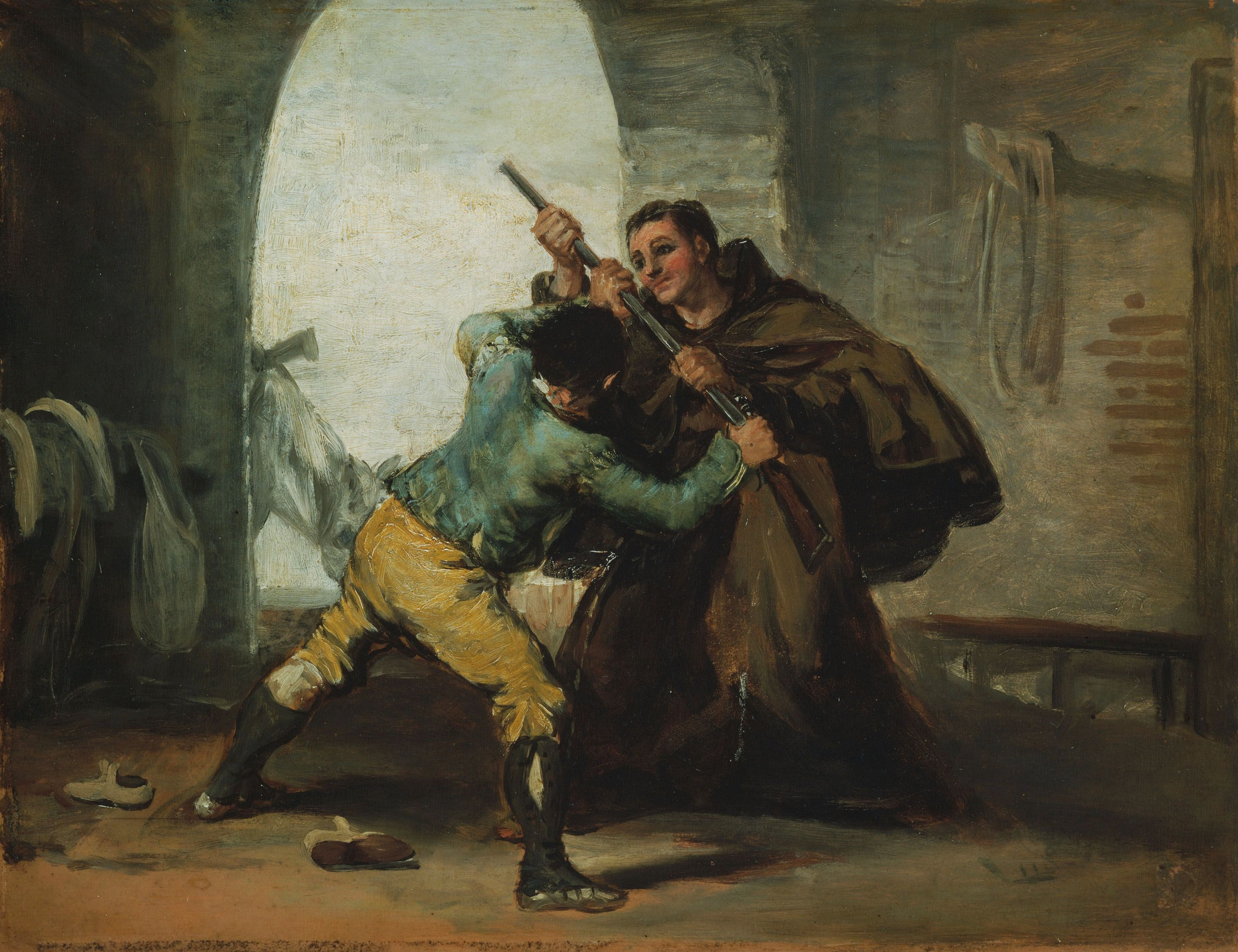
Bagarre entre le bandit et le frère
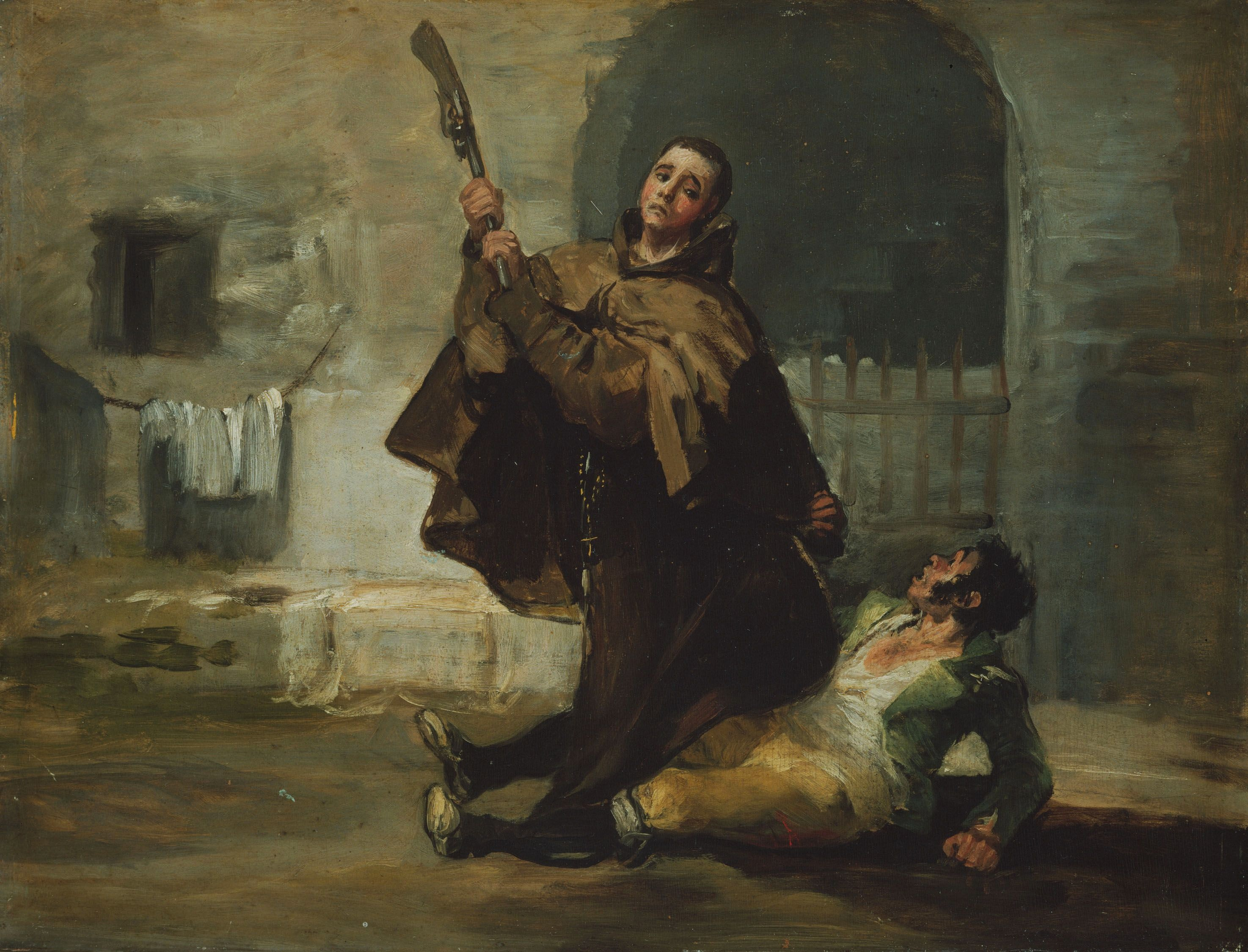
Le frère prend le dessus
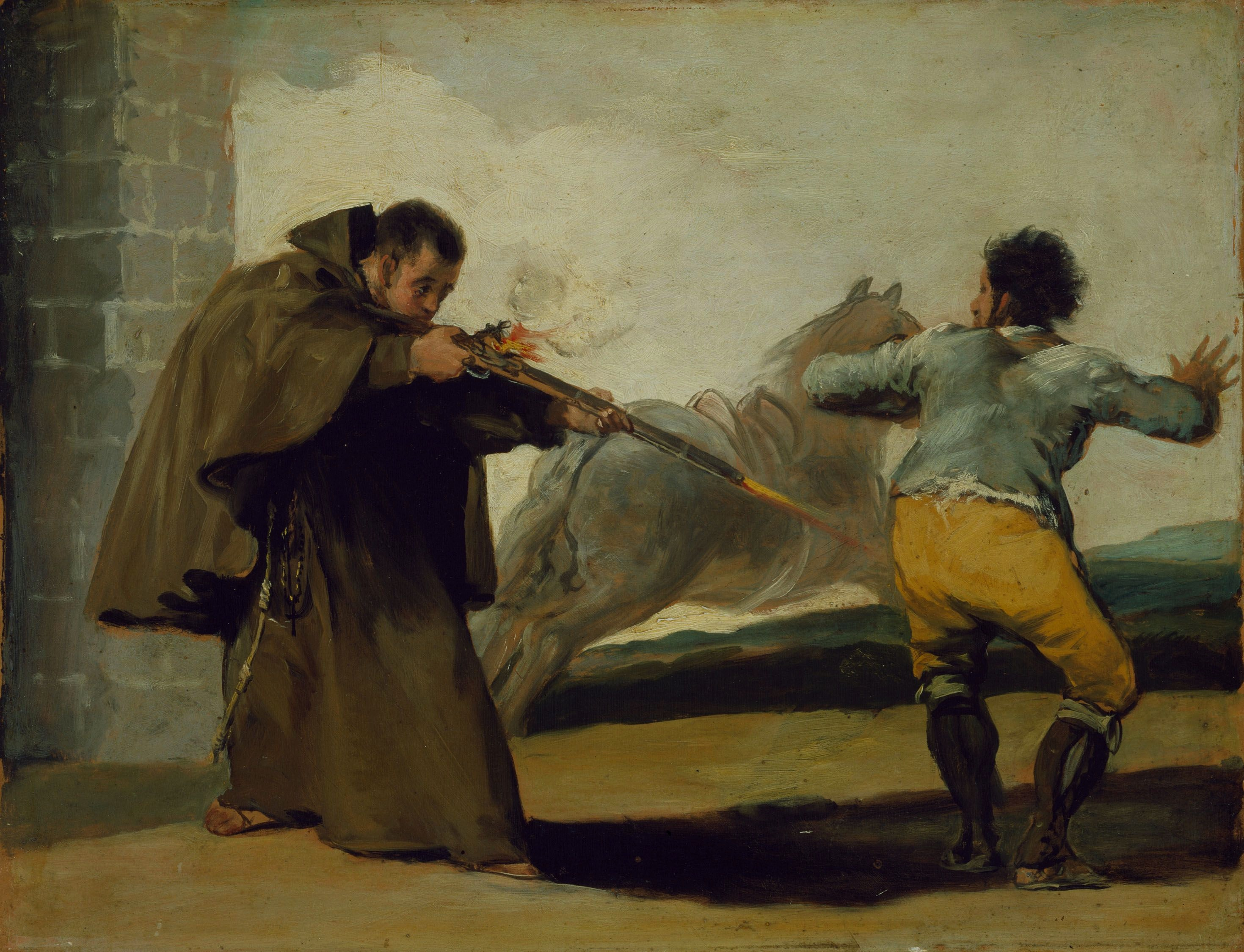
Le frère tire sur le bandit
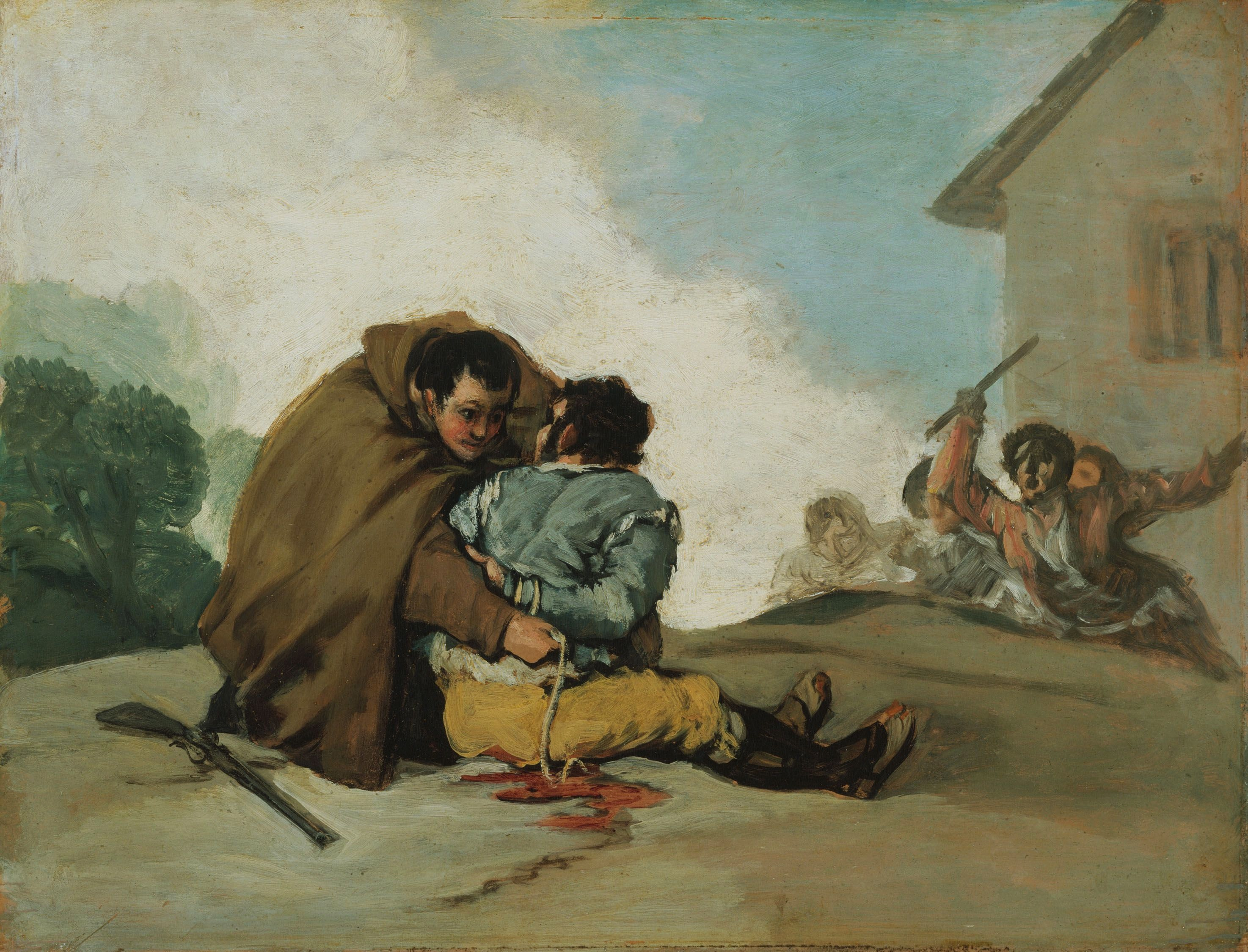
Le frère attache le bandit

### Bibliothèque
- Pierre Gassier et Juliet Wilson-Bareau (trad. François Lachenal, Renée Loche et Marie-José Treichler (pour les textes de Juliet Wilson-Bareau), Vie et œuvre de Francisco Goya : L'œuvre complète illustrée, peintures, dessins, gravures, vol. 3, Paris, Vilo, 1970 (OCLC 243248), p. 183
- (es) José Camón Aznar, Francisco de Goya, vol. 3, Saragosse, Caja de Ahorros de Zaragoza, Aragón y Rioja, 1980 (ISBN 978-84-500-4165-1, lire en ligne), p. 155